# 宮城県サッカー場
宮城県サッカー場（みやぎけんサッカーじょう）は、宮城県宮城郡利府町にあるサッカー専用スタジアムである。利府町はグランディ・21宮城スタジアムもあり、同施設の指定管理者である公益財団法人宮城県スポーツ協会の公式サイトでは当スタジアムをグランディ・21の一部とみなしている記述があるが、実際は谷筋を挟んで約3キロ近く離れた場所にある。
2016年4月1日よりみやぎ生活協同組合が命名権を取得し、2025年4月1日より「みやぎ生協めぐみ野フットボール場」（みやぎせいきょうめぐみのフットボールじょう）の呼称となった（詳細は後述）。

## 概要
1990年（平成2年）に開かれたインターハイサッカー競技の会場として開設されたスタジアムで、1995年（平成7年） - 1996年（平成8年）には宮城陸上競技場（現仙台市陸上競技場。仙台市宮城野区）と共に、ブランメル仙台（現ベガルタ仙台）のホームスタジアムとして旧JFLの試合に使用された。現在はJFL・ソニー仙台FCの本拠地として数試合開催されている。また、ベガルタ仙台のサテライトリーグ、レディース（2012年 - 2013年）の試合でも使用したり、天皇杯の宮城県代表を決めるNHK杯・河北杯争奪宮城県サッカー選手権大会の決勝戦をこのサッカー場で開催している（ちなみにユアテックスタジアム仙台では宮城県代表決定戦は2009年まで行われなかった。）
グラウンドは3面あり、メインのAグラウンドとBグラウンド（共に芝生グラウンド）は観客席を挟んで隣接するように作られており、電光掲示板を備える。Cグラウンドは2011年2月に人工芝化された。Cグラウンドはラグビーやアメリカンフットボールにも使用可である。

## 施設概要
- Aグラウンド　収容人員1万人
  - メインスタンド席3,300人、バックスタンド芝生席6,700人
- Bグラウンド　収容人員5500人
  - メインスタンド席1,600人、バックスタンド芝生席3,900人
- Cグラウンド　観客席無し

## 施設命名権
2014年1月6日より宮城スタジアムなど宮城県が所有する7つの体育施設において命名権（ネーミングライツ）の募集が行われ、宮城県サッカー場においてはみやぎ生活協同組合（みやぎ生協）が2016年4月1日から2019年3月31日までの3年間、年額100万円で命名権を取得することで合意した。これにより、「みやぎ生協めぐみ野サッカー場」の呼称を使用した。「めぐみ野」は、同生協の産直ブランドの名称である。
2025年4月の更新の際、本施設においてラグビー競技等も行われていることなどを踏まえ、「みやぎ生協めぐみ野フットボール場」に呼称を変更することとなった。

## アクセス
- ミヤコーバス
  - JR利府駅から『青山花園循環』または『しらかし台』行で『県サッカー場前』または『県サッカー場北口』下車で徒歩3分。※『しらかし台』行きには、上記停留所を通らない便も多数あるため注意されたい。
- 仙台北部道路・利府しらかし台ICから1.7 km、3分。
- 駐車場：330台

## 周辺
- 利府町中央公園（十符の里パーク）
  - 利府町中央公園野球場（東北楽天ゴールデンイーグルスの二軍本拠地球場の1つ） ほか
- 宮城県利府高等学校
- しらかし台工業流通団地
- 森の里公園
- 惣の関下溜池
- 利府ゴルフ倶楽部（ミヤギテレビ杯ダンロップ女子オープンゴルフトーナメント開催地）
- 宮城県総合運動公園（グランディ・21）
  - 宮城スタジアム
  - セキスイハイムスーパーアリーナ ほか